# Pallenberg-Bären
Die Pallenberg-Bären waren eine in der ersten Hälfte des 20. Jahrhunderts bekannte Gruppe dressierter Bären und die Pallenbergs wurden mitunter als die besten Bärendresseure überhaupt angesehen.

## Kunststücke
Die russischen Braunbären und – angeblich – sibirischen Grizzlys fuhren Fahrrad, Roller und Rollschuh, ritten auf Steckenpferden, gingen auf Stelzen und vollführten weitere Balanceakte. Ein lithographisches Plakat aus den 1920er Jahren zeigt die Bären in Aktion. Außer den bereits angeführten Kunststücken sind hier auch tanzende und musizierende Bären zu sehen; die Bildunterschrift lautet: Pallenberg’s Wonder Bears. Bruins that dance, skate, walk tight ropes and ride bicycles like humans. Laut Sonora Carver fuhren die Bären auf Steel Pier auch in Ruderbooten in dem Bassin, in das die Pferde der Tauchshow zu springen pflegten, für die Carver arbeitete.
Die Bären trugen laut einem Zeitungsartikel aus dem Jahr 1946 während der Vorstellungen grundsätzlich Maulkörbe, um Unglücksfälle zu verhindern, allerdings sind sie auf dem bereits erwähnten Plakat noch ohne Maulkörbe zu sehen. Auch existieren Berichte über verschiedene Unfälle. So fiel der Bär Milukoff während einer Vorstellung im Jahr 1917 den Trainer Max Heinrich an und 1932 wurde der Artist Tommy Kao auf Steel Pier von einem der Pallenberg-Bären angegriffen, der aus seinem Gehege entkommen war.

## Die Anfänge
Die fünf Brüder Josef, Johannes, Franz, Emil und Christian Pallenberg stammten aus Köln, wo sie zahlreiche exotische Tiere, darunter auch Alligatoren, als Haustiere hielten. Josef Pallenberg wurde ein bekannter Tierplastiker und entwarf für Hagenbecks Tierpark nicht nur den Figurenschmuck, sondern auch zaunlose Käfige, die eine ungehinderte Sicht auf die Tiere gestatteten. Später stattete er auch Zoos in den USA mit solchen Käfigen aus, etwa den Royal Oak Park in Detroit.
Bei Hagenbeck beobachtete Josef Pallenberg Dressurakte, von denen er seinen jüngeren Brüdern Emil und Christian berichtete. Diese sammelten erste Erfahrungen mit den Tieren, die Josef in seinem Atelier im Kölner Zoo als Modelle dienten. Nach ersten Versuchen mit einer stattlichen Anzahl von verschiedenen wilden Tieren beschränkten sie sich auf drei Bären, zwei Paviane, ein Guanako und zwei Hunde. Ihr erstes Engagement sollte sie nach Nancy führen. Allerdings mussten sie an der Grenze ihr Guanako wegen der Gefahr der Maul- und Klauenseuche in Quarantäne geben, woraufhin ihr Vertragspartner die Gage um die Hälfte kürzte. Diese Erfahrung brachte Emil und Christian Pallenberg zu dem Entschluss, von nun an nur noch mit Bären zu arbeiten.

## Auftritte in den USA

Anzeige für die Pallenberg-Bären aus dem Jahr 1943

Nach Beendigung seines Militärdienstes 1910 begann Emil zusammen mit Christian, Engagements in Zirkussen und Theatern anzunehmen. Drei Jahre später wandte sich Christian der Ingenieurskarriere zu. Dies sah der holländische Veranstalter, bei dem die Pallenberg-Brüder zu diesem Zeitpunkt arbeiteten, als Vertragsbruch an. Er konfiszierte daraufhin die Bären, die Emil Pallenberg erst drei Monate später mit Hilfe eines deutschen Vermittlers zurückerhielt. In diese Zeit fiel seine Verlobung mit Catherine Wouts. Das Paar ging zunächst auf eine Tournee nach Russland. Dort erhielt Emil Pallenberg zwei gleichwertige Angebote. Das eine stammte aus Russland, das andere aus den USA. Emil Pallenberg ließ einen Münzwurf entscheiden, und so gelangte die Truppe im Mai 1914 in die USA.
Zunächst hatte sie 25 Wochen lang ein Engagement, das zwei Auftritte pro Tag umfasste. Der Ausbruch des Ersten Weltkrieges führte allerdings zu einer Verschlechterung der Arbeitsbedingungen Deutscher in den USA. Dies machte sich John Ringling zunutze, der zahlreiche deutsche Artisten für den Barnum & Bailey Circus engagierte, darunter auch die Pallenbergs mit ihren Bären. Innerhalb von drei Jahren wurden sie die höchstbezahlte Attraktion dieses Unternehmens, und sie blieben dreizehn Jahre lang bei Barnum & Bailey. Während ihrer Zeit bei Barnum & Bailey wurde der Sohn Emil junior geboren, Tochter Dibirma folgte gegen Ende des Engagements.
Nach der Zeit bei Barnum & Bailey versuchte sich Emil Pallenberg mit der Leitung der Western Vaudeville Association. Er erlitt jedoch in der Zeit der Wirtschaftsdepression schwere Verluste und musste von seinen vier verschiedenen Bärengruppen drei verkaufen. Durch erfolgreiche Engagements konnte er dies jedoch bald wieder ausgleichen. Dazu gehörten 62 Wochen am Broadway bei Music in the Air, zwei Jahre in Australien, Auftritte im Madison Square Garden, Europatouren und Auftritte im Vergnügungspark Steel Pier in Atlantic City, in Ringlings Sommershow für New York, Spangles, und in der weihnachtlichen Bühnenshow The Nativity in der New Yorker Music Hall 1948.
Ferner erschienen die Pallenbergs mit ihren Bären in verschiedenen Filmen, darunter The Eagle mit Rudolph Valentino und Buck Benny Rides Again mit Jack Benny. Im Winter 1953/54 zog sich Emil Pallenberg senior ins Privatleben zurück, während sein Sohn die Familientradition fortsetzte.

## Nachleben
1969 wurden Emil und Catherine Pallenberg in die Circus Hall of Fame in Sarasota aufgenommen. Emil Pallenberg senior war 1963 gestorben, aber seine Witwe konnte der Zeremonie beiwohnen.
2007 wurde mit einer Ausstellung im Historischen Museum von Clinton (Connecticut), wo die Pallenbergs gelebt hatten, an die Pallenberg-Bären erinnert. Dibirma Burnham, die Tochter Emil Pallenbergs senior, war bei der Eröffnung anwesend. Im Rahmen der Ausstellung waren auch historische Filmaufnahmen vom Training der Bären zu sehen.